# 군사철도
군사철도(strategic railway)는 주로 군사 전략 목적으로 제안되거나 건조된 철도이며, 승객이나 민간화물을 운송하는 일반적인 철도 목적과는 상반된다.
군사철도는 여러 형태를 보이는 군용철도(military railways)와는 구별한다. 군용철도는 전략적인 측면이 아닌, 전술적, 훈련용, 물류용으로 사용된다.